# 魯賓遜角

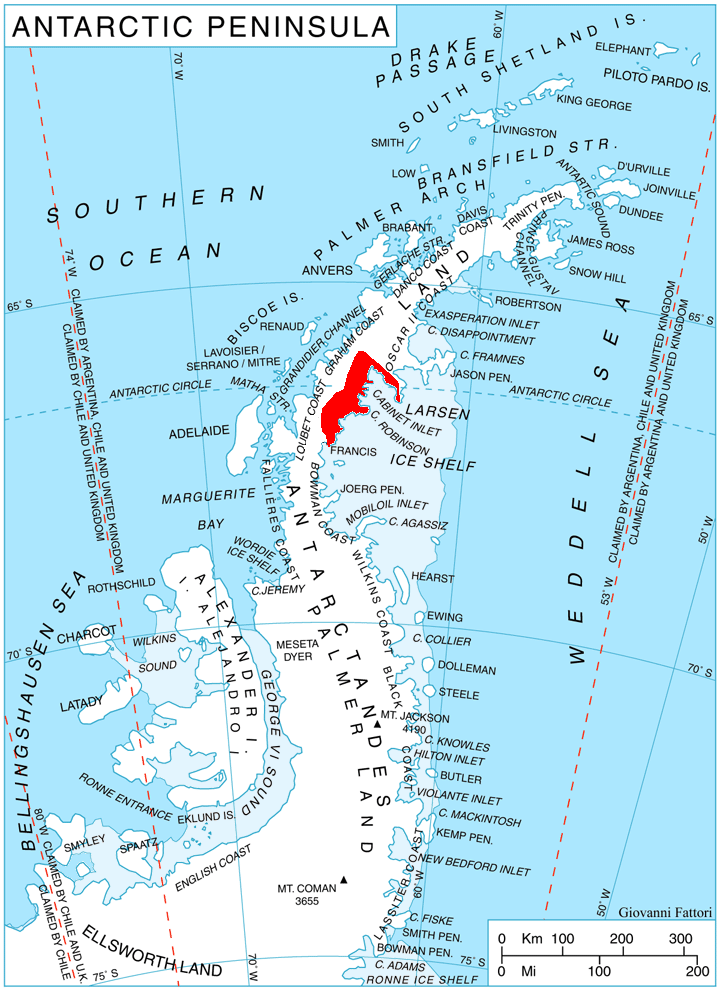

66°52′S 63°43′W / 66.867°S 63.717°W
魯賓遜角（英語：Cape Robinson）是南極洲的海岬，位於葛拉漢地的弗因海岸，在1928年12月20日由澳大利亞探險家命名，該海岬現時由南極條約體系管理。